# 囊塔归巴
囊塔归巴，中华人民共和国西藏自治区林芝市察隅县的一个藏族群体，1980年代从缅甸北部克钦邦葡萄地区返回中国后被安置在竹瓦根镇西托拉卡、扎嘎、朱吾三地定居。

## 历史
1890年前后，察隅一带的康巴藏人开始移居今缅甸北部，形成了独特的缅甸藏人群体。由于不被缅甸政府承认为本国国民，并限制他们的活动范围，因而生活困难。1978年，中国改革开放后，西藏边境政策开始有所松动。缅甸藏人开始到边境的察隅县吉太村与中国境内居民进行物资交流和贸易往来。
1984年，开始有缅甸藏人越境返回察隅，第一批囊塔归巴有35户154人。他们烧掉家里的木棚，赶着牦牛历时一个半月的跋山涉水返回察隅。这批藏民抵达中国边境后，察隅县政府、边防、公安、法院都曾到边境调查。随后，察隅县政府将情况上报林芝和拉萨，同时为其提供食品和衣物等人道主义物资。一个月后，察隅县政府正式决定，将他们全部遣返缅甸。政府派车将他们载到边境线失败后，不得不再次将情况上报，并将他们安置在巴嘎村住下。
后来，察隅县政府在竹瓦根镇的西拖拉卡、扎嘎、珠吾三个地方划分独立的定居点，并在农用物资供应、扶贫救灾、育林等方面给予他们和当地百姓同等的待遇。三个定居点原为树林，囊塔归巴们用察隅县政府给的铁锹和砍刀砍树、耕地、建房，慢慢形成村落。但活动范围仍被限制在德姆拉山和下察隅钢桥之间。
经过察隅县政府多次向西藏自治区政府、自治区民政厅反映，及西藏自治区多次向国务院反映。2006年9月，国务院正式决定授予囊塔归巴们中国国籍，使其成为中华人民共和国公民。如今，林芝市商务局下派驻村工作队常驻囊塔归巴村落，负责维稳、生态保护、基层组织、经济文化建设等。村民每年可以获得国家生态林补贴、草场补贴和边境补贴等。